# Крейсери проєкту 68-біс

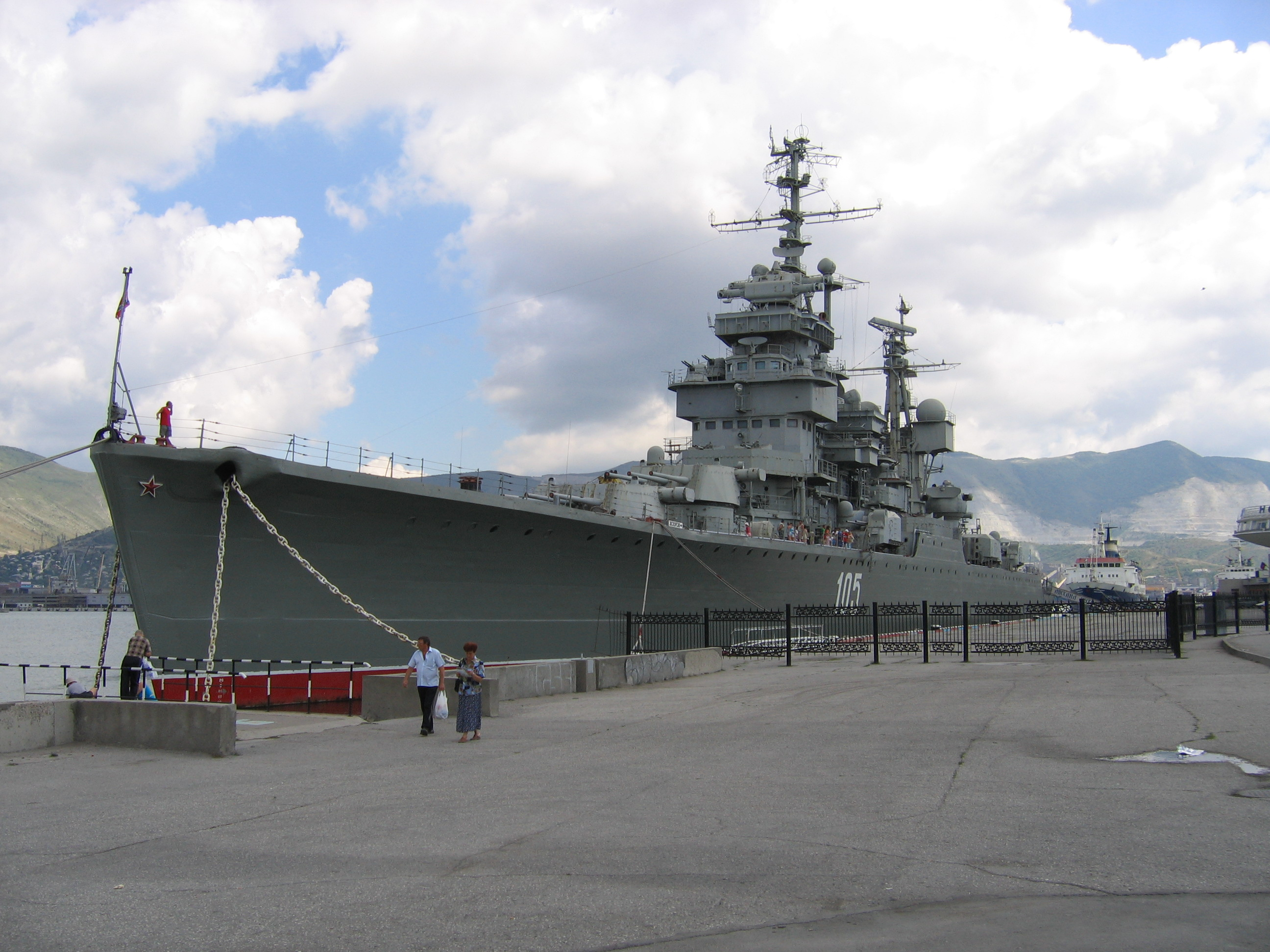
Крейсер проєкту 68-біс «Михаил Кутузов» — корабель-музей у Новоросійську

Крейсера проєкту 68-біс, за класифікацією НАТО — типу «Свердлов». Одні з перших повоєнних проєктів і остання серія чисто артилерійських крейсерів в СРСР. Могли нести чергування і вести бойові дії як поблизу узбережжя, так і у відкритому морі.
Серійне будівництво легких крейсерів даного типу здійснювалася відповідно до першої післявоєнної програмою військового суднобудування СРСР, прийнятої в 1950 році. До середини 1950-х рр. до будівництва по проєкту 68-біс, було заплановано 25 одиниць. Закладено — 21 одиниця, фактично добудовані в різних модифікаціях — 14 одиниць, для Чорноморського, Балтійського, Північного і Тихоокеанського флотів СРСР. Крейсера проєкту 68-біс були однією з найбільших крейсерських серій в світі. З 1956 року, після списання лінкорів типу «Севастополь», крейсери типу «Свердлов», аж до середини 1960-х років, основою надводних сил ВМФ СРСР.
Один з крейсерів цього проєкту, «Орджинікідзе» булдо передано Індонезії, у флоті якої він служив як KRI Irian (201).